# Dolerophanit
Dolerophanit (IMA-Symbol Dph) ist ein sehr selten vorkommendes Mineral aus der Mineralklasse der „Sulfate (einschließlich Selenate, Tellurate, Chromate, Molybdate und Wolframate)“ mit der chemischen Zusammensetzung Cu2[O|SO4] und damit chemisch gesehen ein Kupfer-Sulfat mit zusätzlichen Sauerstoffionen.
Dolerophanit kristallisiert im monoklinen Kristallsystem und entwickelt prismatische Kristalle bis etwa einen Millimeter Länge, die parallel der b-Achse gestreckt und gestreift sind. Das durchscheinende bis undurchsichtige Mineral ist von kastanienbrauner oder dunkelbrauner bis fast schwarzer Farbe, erscheint aber im Durchlicht auch gelbbraun. Auch seine Strichfarbe ist eher gelblichbraun.

## Etymologie und Geschichte
Entdeckt wurde Dolerophanit zuerst an Fumarolen des Vesuvs in der italienischen Region Kampanien. Sein Entdecker Arcangelo Scacchi sammelte die Mineralproben im November 1869, etwa ein Jahr nach dem Ausbruch 1868 und beschrieb seine Entdeckungen 1873 im Sammelbericht Nuove specie di solfati di rame. Das Mineral benannte Scacchi nach den griechischen Worten δολερός [dolerós] für listig, trügerisch und φαίνεσθαι [phainesthai] für erscheinen, sich zeigen. Er nahm damit Bezug auf das äußere Erscheinungsbild, das nicht auf dessen Zusammensetzung schließen lässt.
Das Typmaterial des Minerals wird im Muséum national d’histoire naturelle (MHN bzw. Museum, Paris) in Paris unter der Inventarnummer 71.124 aufbewahrt.
Da der Dolerophanit bereits lange vor der Gründung der International Mineralogical Association (IMA) bekannt und als eigenständige Mineralart anerkannt war, wurde dies von ihrer Commission on New Minerals, Nomenclature and Classification (CNMNC) übernommen und bezeichnet den Dolerophanit als sogenanntes „grandfathered“ (G) Mineral. Die seit 2021 ebenfalls von der IMA/CNMNC anerkannte Kurzbezeichnung (auch Mineral-Symbol) von Dolerophanit lautet „Dph“.

## Klassifikation
In der veralteten 8. Auflage der Mineralsystematik nach Strunz gehörte der Dolerophanit zur Mineralklasse der „Sulfate, Chromate, Molybdate und Wolframate“ und dort zur Abteilung „Wasserfreie Sulfate mit fremden Anionen“, wo er gemeinsam mit Antlerit und Brochantit sowie im Anhang mit Schuetteit in der „Dolerophanit-Antlerit-Gruppe“ mit der Systemnummer VI/B.01 steht.
In der zuletzt 2018 überarbeiteten Lapis-Systematik nach Stefan Weiß, die formal auf der alten Systematik von Karl Hugo Strunz in der 8. Auflage basiert, erhielt das Mineral die System- und Mineralnummer VI/B.01-010. Dies entspricht ebenfalls der Abteilung „Wasserfreie Sulfate, mit fremden Anionen“, wo Dolerophanit zusammen mit Antlerit und Brochantit eine unbenannte Gruppe mit der Systemnummer VI/B.01 bildet.
Auch die von der International Mineralogical Association (IMA) zuletzt 2009 aktualisierte 9. Auflage der Strunz’schen Mineralsystematik ordnet den Dolerophanit in die Abteilung „Sulfate (Selenate usw.) mit zusätzlichen Anionen, ohne H2O“ ein. Diese ist allerdings weiter unterteilt nach der relativen Größe der beteiligten Kationen. Das Mineral ist hier entsprechend seiner Zusammensetzung in der Unterabteilung „Mit mittelgroßen Kationen“ zu finden, wo es als einziges Mitglied eine unbenannte Gruppe mit der Systemnummer 7.BB.20 bildet.
In der vorwiegend im englischen Sprachraum gebräuchlichen Systematik der Minerale nach Dana hat Dolerophanit die System- und Mineralnummer 30.02.02.01. Das entspricht ebenfalls der Klasse der „Sulfate, Chromate und Molybdate“ und dort der Abteilung „Wasserfreie Sulfate mit Hydroxyl oder Halogen“. Hier findet er sich innerhalb der Unterabteilung „Wasserfreie Sulfate mit Hydroxyl oder Halogen mit (AB)2XO4Zq“ als einziges Mitglied in einer unbenannten Gruppe mit der Systemnummer 30.02.02.

## Kristallstruktur
Dolerophanit kristallisiert in der monoklinen Raumgruppe C2/m (Raumgruppen-Nr. 12) mit den Gitterparametern a = 9,37 Å; b = 6,32 Å; c = 7,64 Å und β = 122,3° sowie 4 Formeleinheiten pro Elementarzelle.
Die Kristallstruktur von Dolerophanit besteht ähnlich wie Rutil aus Ketten von kantenverknüpften Oktaedern parallel der b-Achse [010]. Diese sind durch SO4-Tetraeder miteinander verbunden.
| Kristallstruktur von Dolerophanit |
| --- |
| - mit Blickrichtung parallel zur a-Achse - mit Blickrichtung parallel zur b-Achse - mit Blickrichtung parallel zur c-Achse - räumliche Darstellung in der kristallographischen Standardausrichtung - Größerer Ausschnitt der Struktur als Polyedermodell |
| Farblegende: 0 _ Cu 0 _ S 0 _ O |

## Bildung und Fundorte
Dolerophanit bildet sich durch Resublimation aus vulkanischen Gasen. An seiner Typlokalität am Vesuv fanden sich als Begleitminerale Chalkocyanit, Euchlorin und Eriochalcit. Am Tolbatschik auf der russischen Halbinsel Kamtschatka konnten allerdings mit Vergasovait, Fedotovit, Melanothallit, Piypit, Ponomarevit, Cotunnit, Sophiit, Halit, Sylvin, Tenorit, kupferhaltigem Anglesit und gediegen Gold noch weitere Vergesellschaftungen entdeckt werden.
Als sehr seltene Mineralbildungen konnte Dolerophanit nur in wenigen Proben aus weltweit wenig mehr als 10 dokumentierten Vorkommen nachgewiesen werden (Stand 2025). In Italien trat das Mineral bisher nur am Somma-Vesuv-Komplex auf.
Außer an verschiedenen Aschekegeln und Fumarolen im Vulkanfeld des Tolbatschik trat Dolerophanit in Russland nur noch in der Kupfergrube Udokan im Rajon Kalarski in der Region Transbaikalien und im Tscheljabinsker Kohlebecken im Ural zutage. Daneben kennt man das Mineral noch aus der Dikulushi Mine bei Pweto (Haut-Katanga) in der Demokratischen Republik Kongo, von der Abraumhalde der Grube Marcel bei Radlin in der polnischen Woiwodschaft Schlesien und aus der Copper Queen Mine bei Mayer (Bergbaurevier Agua Fria) in den Bradshaw Mountains im US-Bundesstaat Arizona.